# Cinco reyes de Wa
Los Cinco reyes de Wa (倭の五王, Wa No Go Ō, literalmente: "Cinco Reyes de Wa") fueron reyes del antiguo Japón, que recibía el nombre de Wa, que en el siglo V enviaron emisarios China para fortalecer la legitimidad de sus demandas al poder y obtener el reconocimiento del emperador chino. No se conocen detalles acerca de su existencia son desconocidos. De acuerdo a los escritos chinos, sus nombres fueron San (讃), Chin (珍), Sai (濟), Kō (興) y Bu (武).

## Registros y títulos chinos otorgados a los reyes de Wa
| Calendario gregoriano (AC) | Dinastía China         | Calendario chino | Rey de Wa                                      | Descripción | Fuente china original                                           |
| -------------------------- | ---------------------- | ---------------- | ---------------------------------------------- | --- | --------------------------------------------------------------- |
| 413                        | Dinastía Jin (265-420) | 義熙 9           | Desconocido, San en el Libro de Liang, 諸夷伝. | El Rey de Wa envió un tributario. | El Libro de Jin, 安帝紀, Lecturas Imperiales de la era Taiping. |
| 421                        | Jin                    | 永初 2           | San.                                           | El Rey San envía un tributario a Jin. El Emperador Wu de Liu Song otorga el título, posiblemente 安东将军倭国王, a San. | El Libro de Song, 倭国伝.                                       |
| 425                        | Jin                    | 元嘉 2           | San.                                           | El Rey San envió un 司馬 Sōtatsu enviado y le hizo al Emperador Wen de Liu Song un regalo. | El Libro de Song, 倭国伝.                                       |
| 430                        | Jin                    | 元嘉 7           | Posiblemente San.                              | En enero, el Rey de Wa envió un tributo. | El Libro de Song, 文帝紀.                                       |
| 438                        | Jin                    | 元嘉 15          | Chin.                                          | Cuando el Rey San murió, su hermano más joven Chin subió al trono. Chin envió un homenaje a sí mismo con estilo y el título de "使持节都督倭百斉新罗任那秦韩慕韩六国诸军事安东太将军倭国王". En abril, el Emperador Wen nombró a Chin con el título de "安東将軍倭国王". Después, el Emperador nombró a Wa Zui y a otros 13 subordinados de Chin con el título de "平西征虜冠軍輔国将軍". | El Libro de Song, 文帝紀 y 倭国伝.                              |
| 443                        | Jin                    | 元嘉 20          | Sai.                                           | Sai envió un tributo que poseía el título de "安東将軍倭国王". | El Libro de Song, 倭国伝.                                       |
| 451                        | Jin                    | 元嘉 28          | Sai.                                           | El Rey Sai fue nombrado con el título "使持節都督倭新羅任那加羅秦韓慕韓六国諸軍事" y también el de "安東将軍". En julio, Sai recibió el título de "安東太将軍". 23 subordinados recibieron el título. | El Libro de Song,文帝紀 y 倭国伝.                               |
| 460                        | Jin.                   | 大明 4           | Posiblemente Sai.                              | En diciembre, el Rey de Wa envió un tributo. |                                                                 |
| 462                        | Jin.                   | 大明 6           | Kō.                                            | En marzo, el Emperador Xiaowu de Liu Song nombró a Kō, un príncipe de Sai con el título de "安東将軍倭国王". | El Libro de Song, 孝武帝紀 y 倭国伝.                            |
| 477                        | Jin.                   | 昇明 1           | Bu.                                            | En noviembre, el Rey de Wa envió un tributo. Cuando el Rey Kō murió, su hermano menor Bu subió al trono. Bu estilaba a usar el título "使持節都督倭百斉新羅任那加羅秦韓慕韓七国諸軍事安東太将軍倭国王". | El Libro de Song, 順帝紀 y 倭国伝.                              |
| 478                        | Jin.                   | 昇明 2           | Bu.                                            | Bu estilaba el título de "开府仪同三司" y solicitó el nombramiento oficial.El Emperador Shun de Liu Song nombró a Bu con el título de "使持節都督倭新羅任那加羅秦韓慕韓六国諸軍事安東太将軍倭王". | El Libro de Song, 順帝紀 y 倭国伝.                              |
| 479                        | Dinastía Qi del Sur    | 建元 1           | Bu.                                            | El Emperador Gao de Qi del Sur nombró a Bu co el título de "鎮東太将軍". | El Libro de Qi, 倭国伝.                                         |
| 502                        | Dinastía Liang         | 天監 1           | Bu.                                            | En abril, el Emperador Wu de Liang nombró a Bu con el título de "征東将軍". El título fue posiblemente confundido con el título de 征東太将軍. | El Libro de Liang, 倭国伝.                                      |

Estos eran títulos para militares soberanos de otros países. Los nombramientos reflejan la lucha por la hegemonía sobre la región situada entre Goguryeo y Wa, y se representa en la Estela Gwanggaeto.

## Comparación con los libros japoneses históricos
Como los nombres de los reyes de Wa son muy diferentes a los registrados en el Nihonshoki, identificar quienes son los registrados en la historia de China ha sido controvertido por mucho tiempo. La mayoría de los historiadores contemporáneos identifican a los cinco reyes japoneses con determinados emperadores históricos (se identifican dos posibilidades para los reyes San y Chin), en su mayoría sobre las características de sus genealogías en las fuentes chinas. Por otra parte, las pruebas arqueológicas, como las inscripciones en las espadas Inariyama y Funayama, también apoyan la idea de que Bu es un equivalente del emperador Yūryaku, que fue llamado Wakatakeru Okimi en su época.
- San 讃: Emperador Nintoku o Emperador Richū
- Chi 珍: Emperador Hanzei o Emperador Nintoku
- Sai o Sei 濟: Emperador Ingyō
- Kō 興: Emperador Ankō
- Bu 武: Emperador Yūryaku

Ya que Bu es considerado Yūryaku, Kō, del que se dice que es el hermano mayor de Bu, es probable Ankō, que también se señala en el Nihonshoki como un hermano mayor para Yūryaku. Sin embargo, como el Libro de Song registra a Kō como "Príncipe de la Corona Kō", existe la posibilidad de que él no fuese Ankō, sino Kinashi Karu no Miko, príncipe heredero de Ingyō.